# Okręg wyborczy Blackpool
Okręg wyborczy Blackpool powstał w 1885 r. i wysyłał do brytyjskiej Izby Gmin jednego deputowanego. Okręg obejmował miasto Blackpool w hrabstwie Lancashire. Został zlikwidowany w 1945 r.

## Deputowani do brytyjskiej Izby Gmin z okręgu Blackpool
- 1885–1886: Frederick Stanley, Partia Konserwatywna
- 1886–1900: Matthew Ridley, Partia Konserwatywna
- 1900–1906: Henry Worsley-Taylor, Partia Konserwatywna
- 1906–1918: Wilfrid Ashley, Partia Konserwatywna
- 1918–1922: Albert Parkinson, Partia Konserwatywna
- 1922–1923: Leonard Greenham Star Molloy, Partia Konserwatywna
- 1923–1924: Hugh Meyler, Partia Liberalna
- 1924–1931: Walter de Frece, Partia Konserwatywna
- 1931–1935: Clifford Erskine-Bolst, Partia Konserwatywna
- 1935–1945: Roland Robinson, Partia Konserwatywna